# Jean Laborde (schip, 1952)
De Jean Laborde (1952-1970) of Mykinai (1970-1971) of Ancona (1971-1974) of Eastern Princess (1974-1976) of Oceanos (1976-1991) was een Frans - Grieks passagiersschip.
Het was het laatste schip in een reeks van 4 die voor de Messageries Maritimes werden gebouwd. Het voer op de lijn Marseille – Madagaskar – Mauritius.
Van 1970 tot 1974 was de rederij Constantine S. Efthymiadis eigenaar en doopte het schip om tot MV Mykinai en in 1971 nog eens naar MV Ancona. Tussen 1974 en 1976 was Helite Hellenic Italian Lines SA eigenaar en zij doopten het om naar Eastern Princess.
In 1976 werd de Griekse rederij Epirotiki Lines eigenaar en gebruikte het schip, onder de naam MV Oceanos, als pendeldienst tussen de Griekse eilanden.
Vanaf 1988 werd het schip gecharterd voor cruises naar Zuid-Afrika door TFC Tours (nu Starlight Cruises).

## De ramp
Tijdens een chartercruise onder het bevel van kapitein Yiannis Avranas voer het schip tussen Londen en Durban. Op 3 augustus 1991 was er door storm en ruwe zee een lek in de machinekamer. De kapitein had vroegtijdig het schip verlaten. De passagiers werden door orkestleden en het animatieteam naar de reddingsboten begeleid. Er waren geen slachtoffers gevallen. De opvarenden werden met helikopters en een Nederlands containerschip in veiligheid gebracht. Het schip zonk op 4 augustus op ongeveer 5 km van de kustlijn en ligt op 92 tot 97 meter diepte.
De kapitein werd aangeklaagd voor nalatigheid omdat hij het schip verliet. Hij verdedigde zich dat hij de reddingsactie vanuit een helikopter leidde en daarom eerder aan land ging om alles te regelen.